# Artūras Seja
Artūras Seja (17 de marzo de 1996) es un deportista lituano que compite en piragüismo en la modalidad de aguas tranquilas.
Ganó dos medallas en el Campeonato Mundial de Piragüismo, en los años 2018 y 2023, y tres medallas en el Campeonato Europeo de Piragüismo entre los años 2018 y 2022.

## Palmarés internacional
| Campeonato Mundial | Campeonato Mundial          | Campeonato Mundial | Campeonato Mundial |
| Año                | Lugar                       | Medalla            | Competición        |
| ------------------ | --------------------------- | ------------------ | ------------------ |
| 2018               | Montemor-o-Velho (Portugal) | Medalla de plata   | K1 200 m           |
| 2023               | Duisburgo (Alemania)        | Medalla de oro     | K1 200 m           |
| Campeonato Europeo |                             |                    |                    |
| Año                | Lugar                       | Medalla            | Competición        |
| 2018               | Belgrado (Serbia)           | Medalla de plata   | K1 200 m           |
| 2021               | Poznań (Polonia)            | Medalla de plata   | K2 200 m           |
| 2022               | Múnich (Alemania)           | Medalla de bronce  | K2 200 m           |